# Nemško-sovjetski gospodarski sporazum
Nemško-sovjetski gospodarski sporazum je bil sporazum med nacistično Nemčijo in boljševiško Sovjetsko zvezo, s katerim se je slednja obvezala Nemčiji dobavljati surovine v zameno za nemško vzpostavitev tovarn na ozemlju Sovjetske zveze s stroji in strojnimi orodji, dobavo ladij, vozil in drugih prevoznih sredstev v skupni vrednosti 120 milijonov reichsmark. Pogajanja o sporazumu so potekala v Berlinu od konca leta 1938 do 19. avgusta 1939. Podpis sporazuma je bil prvi korak k izboljšanju medsebojnih odnosov, potrjen štiri dni kasneje 23. avgusta 1939 s podpisom pakta o nenapadanju. Sporazum je razširil dotedanje nemško-sovjetske gospodarske odnose od leta 1931, po skupnem zavzetju Poljske pa so kmalu stekla pogajanja o dodatnem sporazumu, podpisanim februarja 1940. Medsebojno sodelovanje je bilo potrjeno kasneje v januarju 1941 še z enim sporazumom, ki je poleg gospodarskih odnosov določil tudi mejo med Nemčijo in Sovjetsko zvezo. Vsi ti sporazumi so bili ukinjeni z nemškim napadom na Sovjetsko zvezo 22. junija 1941.

## Ozadje
Povod za pogajanja o sporazumu je bilo nemško pomanjkanje naravnih virov vključno z glavnimi surovinami, potrebnimi za izvajanje gospodarskih in vojaških operacij. Nemčija je bila vse od poznega 19. stoletja močno odvisna od ruskega izvoza teh snovi. Tako je pred prvo svetovno vojno kupila od Rusije za 1,5 bilijona reichsmark surovin in ostalih dobrin na leto, medtem ko je po prvi svetovni vojni ta uvoz vsled Versajske pogodbe močno upadel. V zgodnjih 30. letih 20. stoletja se je zaradi stalinističnega režima in prihoda nacistične stranke na oblast uvoz še zmanjševal, posledično pa je pri tem prišlo tudi do političnih trenj med obema državama. Kljub takratni nemški rasistični ideologiji se je Sovjetska zveza sredi 30-ih let odločila znova vzpostaviti tesnejše stike z njo, kar je Hitler zavrnil. Medsebojni odnosi so se še zaostrili leta 1936 med špansko državljansko vojno, ko je Nemčija podprla režim generala Franca, Sovjetska zveza pa pretežno socialistično vodeno opozicijo. Novembra istega leta je Nemčija podpisala z Japonskim cesarstvom Antikominternovski pakt, naperjen proti komunistični internacionali, v tem času so se v Sovjetski zvezi začele velike Stalinove čistke na vseh ravneh vodenja države, od same komunistične partije preko gospodarstva vse do kmečkega prebivalstva.
V poznih 30. letih se je Nemčija znašla v položaju, ko sta postali tako njena gospodarska samozadostnost kot zveza z Anglijo nevzdržni, posledično pa je porasla potreba po ponovni otoplitvi s Sovjetsko zvezo. Nemčiji je primanjkovalo ključnih surovin, kot sta nafta in hrana, medtem ko je Sovjetska zveza kratkoročno potrebovala vojaška sredtva za okrepitev ta čas oslabljeni Rdečo armado in mornarico. Poleg tega je bilo sovjetsko transportno omrežje močno zaostalo.
Spravo je ovirala politična napetost, predvsem pa obotavljanje Hitlerja za podpis kakršnegakoli sporazuma s Sovjetsko zvezo, vendar je bil ta prepad po priključitvi Avstrije 13. marca 1938 in podpisu Münchenskega sporazuma konec septembra 1938, s katerim je bila Nemčiji dovoljena aneksacija ozemlja Češkoslovaških Sudetov, le premoščen.

## Pogajanja
Pogajanja so stekla 1. decembra 1938, ko je Nemčija za širitev gospodarskih vezi med državama predstavila načrt Sovjetom. Stalin ni bil pripravljen prodati svojega vse močnejšega gospodarskega pogajalskega položaja za ceno, ki jo je hotel Hitler ponuditi. Sovjetska zveza si je želela novih pogovorov in nove nemške ponudbe v Moskvi februarja in marca 1939. Sredi marca so bili pogovori začasno prekinjeni, nekaj dni kasneje je sledila nemška okupacija Češkoslovaške in zahodnega dela litvanskega ozemlja Klaipėda, s čimer je postala vojna s Poljsko vsebolj verjetna.
Medtem ko sta Nemčija in Sovjetska zveza razpravljali o politično gospodarski kupčiji, so se Sovjeti poleg tega spomladi in poleti 1939 pogajali o politično vojaškem paktu s Francijo in Veliko Britanijo. 7. aprila je sovjetski diplomat Astakov v pogovoru z nemškim zunanjim ministrom von Ribbentropom dejal, da nima smisla še naprej stati na dveh ideoloških straneh in da lahko državi prideta do sporazuma.
Verjetnost, da bo prišlo do vojne, je povzročila naraščanje vojaške proizvodnje tako v Nemčiji kot Sovjetski zvezi. Sovjetska petletka je zahtevala močan priliv tehnološke industrijske opreme, v tem času so memški stroški oboroževanja narasli na 23% BDP-ja v letu 1939. Nemci so se aprila in maja 1939 zbali, da bi zaradi recesije švedske ekonomije padla dobava ključne železove rude. Brez sovjetskih pošiljk bi Nemčija tako potrebovala zamenjavo za približno 165.000 ton mangana in skoraj dva milijona ton nafte na leto. Že tako so Nemci čutili težak primanjkljaj kavčuka zaradi britanskih in nizozemskih zavrnitev po trgovanju. 8. maja so tako nemški uradniki ocenili zaloge nafte zgolj za dobre tri mesece.
V kontekstu nadaljnjih ekonomskih razprav je Astakov 17. maja podal izjavo o brezkonfliktnem stanju med rusko in nemško zunanjo politiko in, da zato ni več nobenega razloga za sovražnost med obema državama. Tri dni kasneje je sovjetski zunanji minister Molotov v pogovoru z nemškim veleposlanikom v Moskvi dejal, da ne pričakuje več samo pogovorov o gospodarskih temah temveč tudi odprtje političnega dialoga. 26. maja se je Nemčija zbala potencialno pozitivnega rezultata sovjetsko britansko francoskih pogovorov, vsled tega je 30. maja napotila svoje diplomate v Moskvo, da bi se končno dogovorili o točkah sporazuma s Sovjetsko zvezo. Naslednji pogovori so bili spravljeni skozi gospodarska pogajanja, saj so bile te potrebe bistvene za obe strani, prav tako so bili odnosi na vojaški in politični ravni vse od antikominternovskega pakta in španske državljanske vojne zelo hladni.
Sledili so mešani odzivi s strani sovjetske diplomacije. Tako je sprva bil že naslednji dan govor Molotova naravnan v pozitivno smer, le dva dni kasneje pa je komisar za zunanjo trgovino Anastas Mikojan v pogovoru z nemškim uradnikom dejal, da je Moskva izgubila vse zanimanje v teh pogajanjih vsled predhodnega nemškega omahovanja. 15. junija je sovjetski veleposlanik vodil razpravo z bolgarskim veleposlanikom Purvanom Draganovom v Berlinu kot neuradnim posrednikom, v kateri je pojasnil, da sporazum z Nemci bolj ustreza sovjetskim potrebam kot dogovor s Francozi in Britanci ali neprepričljiva pogajanja brez rezultata. Uradni pogovori so se tako začeli 22. julija v Berlinu.
25. julija sta se obe strani znašli blizu končnim zahtevam predlaganega gospodarskega sporazuma. Naslednji dan so pri večerji Sovjeti sprejeli predlagani zapisnik, zatem pa 1. avgusta vložili dva pogoja, preden so se lahko začela politična pogajanja: novo ekonomsko pogodbo in ustavitev protisovjetskih napadov s strani nemških medijev. Nemci so nemudoma sprejeli nova zahtevka, dva dni kasneje je nemški zunanji minister Ribbentrop zarisal načrt, kjer bi se državi strinjali o nevmešavanju v zadeve druge in bi se odrekli ukrepom usmerjenim proti vitalnim interesom druge ter da ni sporne zadeve med Baltikom in Črnim morjem, ki je ne bi mogli rešiti med seboj.
Nemci so obravnavali vlogo antikapitalizma v smislu skupnega elementa v ideologijah Nemčije, Italije in Sovjetske zveze: opozicije kapitalističnim demokracijam. V nadaljevanju so povzeli, da tako Nemčija kot Italija nimata nič skupnega s kapitalističnim zahodom ter se jim zdi nenaravno, da bi socialistična država stala na stran zahodnih demokracij. Nemci so pojasnili, da je njihova predhodna sovražnost proti boljševikom sovpadla s spremembami v kominterni in sovjetskemu odrekanju svetovne revolucije. Astakov je označil ta razgovor za izjemno pomembnega.
Nemški uradniki so avgusta ob načrtovanem napadu na Poljsko za 25. avgust in pripravam na vojno s Francijo ocenili, da bi s pričakovano angleško pomorsko blokado in sovražno Sovjetsko zvezo njihove zaloge kmalu pošle, v tem času je Nemčija še vedno uvažala 20% živil, 66% nafte in 80% kavčuka. Ob pomorski blokadi bi bila Sovjetska zveza edini dobavitelj za večino stvari.
5. avgusta so sovjetski uradniki izjavili, da je zaključek gospodarskega sporazuma odločilen za nadaljnje politične pogovore. Do 10. avgusta sta državi izpilili zadnje manjše tehnične podrobnosti, vendar so Sovjeti zadržali podpis gospodarskega sporazuma za skoraj deset dni, dokler niso bili prepričani, da so dosegli tudi politični dogovor. Sovjetski veleposlanik je ob tem pojasnil, da so začeli pogajanja z Britanci brez velikega navdušenja v času, ko se jim je zdelo, da se z Nemčijo ne bodo mogli sporazumeti. Vzporednih pogovorov z njimi ne bi mogli preprosto prekiniti, ko so jih začeli po trezni presoji. V tem času je vsaka nemška vojaška in gospodarska študija dokazovala, da je Nemčija brez sovjetske nevtralnosti obsojena na poraz. Vrhovna komanda Wehrmachta je izdala poročilo, da je lahko Nemčija varna pred blokado na osnovi ožjega gospodarskega sodelovanja s Sovjetsko zvezo.

## Nemško-sovjetski sporazum

### Gospodarski del
Medtem ko je bil sporazum pripravljen za podpis 19. avgusta, so Sovjeti sporočili, da ga ne morejo podpisati tega dne, pri čemer je Nemce zaskrbelo zaradi morebitnih političnih razlogov sovjetskega zavlačevanja. Ob objavi poročila sovjetske tiskovne agencije TASS, da so zastali sovjetsko-britansko-francoski pogovori glede Daljnega vzhoda in popolnoma drugih zadev, je Nemčija to vzela kot signal, da je še čas in upanje za podpis sporazuma. Le-ta je bil sklenjen v Berlinu 20. avgusta ob drugi uri popoldne s predhodnjim datumom in je zagotavljal trgovinsko menjavo nemške vojaške in civilne opreme in ruskih surovin.
Sporazum je pokrival tekoče posle, ki so imeli za posledico sovjetsko obvezo dostaviti surovine v vrednosti 180 milijonov reichsmark in nemško obvezo dostaviti Sovjetski zvezi industrijske dobrine v vrednosti 120 milijonov reichsmark. Pod sporazumom ji je Nemčija prispevala tudi trgovinski kredit v vrednosti 200 milijonov reichsmark za obdobje sedmih let, ki naj bi bil uporabljen za financiranje sovjetske »nove ekonomije«. To posojilo naj bi bilo 100% garantirano s strani nemške vlade s 5% obrestno mero, Sovjetska zveza pa naj bi ga začela odplačevati s surovinami sedem let kasneje, v letu 1946.

### Politični del in tajni protokol
Sovjetski časopis Pravda je 21. avgusta 1939 objavil članek, da je podpis sporazuma pomemben korak k boljšemu sodelovanju ne samo na gospodarskem temveč tudi političnem področju med obema državama. Molotov je pri tem v Pravdi napisal, da je ta sporazum boljši kot vsi predhodnji sporazumi in, da niso uspeli doseči tako naklonjenega sporazuma niti z Britanci niti Francozi niti katerokoli drugo državo.
24. avgusta zgodaj dopoldne je gospodarskemu sporazumu sledil še politični in vojaški sporazum pakt Ribbentrop-Molotov, ki je temeljil na obojestranskem nenapadanju med državama in s tajnim protokolom določil razmejitev držav severne in vzhodne Evrope na nemško in sovjetsko vplivno sfero. Ob podpisu sta Ribbentrop in Stalin uživala v prijateljskem pogovoru, pri katerem sta si izmenjavala zdravice, med drugim sta okarakterizirala Veliko Britanijo kot državo, ki je stalno poskušala razbiti sovjetsko-nemško odnose, dotaknila sta se tudi antikominterne kot pakta, ki ni bil toliko naperjen proti Sovjetski zvezi kot proti zahodnim demokracijam.

## Kasnejši dogodki
Teden kasneje po podpisu sporazuma Ribbentrop-Molotov je sledila nemška invazija na Poljsko in zasedba njenega zahodnega dela, kot je bilo določeno ob podpisu pakta. Britanija je ob tem nemudoma sprejela trgovsko blokado Nemčije s spoznanjem, da bo ta zaradi nemškega sodelovanja s Sovjetsko zvezo in Italijo manj učinkovita kot med prvo svetovno vojno. 17. septembra je sledil še vdor Rdeče armade na ozemlje vzhodnega dela Poljske, ki ga je okupirala, prav tako po dolčbi ob podpisu pakta z Nemčijo. Baltskim državam - Estoniji, Latviji in Litvi ni bilo dano nobene izbire kot podpis pakta obrambe in medsebojne pomoči, ki je dovolil Sovjetski zvezi nastanitev vojaških enot na njihovem ozemlju.
Nemčija in Sovjetska zveza sta nadaljevali z gospodarskim, političnim in vojaškim sodelovanjem tudi v začetku naslednjega leta. Mnogo večji gospodarski sporazum je bil tako podpisan 11. februarja 1940, s katerim je Sovjetska zveza postala glavni dobavitelj bistvenih surovin za Nemčijo vključno z nafto, manganom, bakrom, nikljem, kromom, platino, lesom in žitom. Prav tako je Nemčija prejela od Sovjetske zveze znatne količine manganove rude, iz Mandžurije je prispela pošiljka milijon ton soje. 10. januarja 1941 je sledil še dodatni sporazum, ki je prilagodil predhodnji sporazum in je vseboval popravek meja in rešil ostale manjše prepire.
V tem času, vse do napada na Sovjetsko zvezo, je Nemčija prejela od nje ogromne količine surovin:
- 1.600.000 ton žita,
- 900.000 ton nafte,
- 200.000 ton bombaža,
- 140.000 ton mangana,
- 200.000 ton fosfatov,
- 20.000 ton kromove rude,
- 18.000 ton kavčuka,
- 100.000 ton soje,
- 500.000 ton železove rude,
- 300.000 ton starega in surovega železa,
- 2.000 kilogramov platine.

Gospodarski del sporazuma je pomagal Nemčiji preseči britansko trgovsko blokado. Zavezništvo se je končalo z operacijo Barbarossa in nemškim napadom na Sovjetsko zvezo 22. junija 1941. Ironično je prav podpis sporazuma iz leta 1939 pripomogel, da je Nemčija bila zelo blizu popolnemu uničenju Sovjetske zveze. Brez sovjetske pomoči bi nemške zaloge ključnih proizvodov pošle do oktobra 1941, v treh in pol mesecih. Brez sovjetskih pošiljk nafte, kavčuka, mangana in žita bi jo Nemčija komaj lahko napadla.